# 马哈瓜河
马哈瓜河（西班牙語：Río Majagua）是巴拿马共和国的一条河流，位于该国西部的奇里基省。马哈瓜河属于奇里基河流域，起源于奇里基火山的海拔约1500米处，在戴维城北注入戴维河。